# 白翅拟蜡嘴雀
白翅拟蜡嘴雀（学名：Mycerobas carnipes）为雀科拟蜡嘴雀属的鸟类。分布于哈萨克斯坦、印度、尼泊尔以及中国大陆的宁夏、甘肃、新疆、青藏高原、陕西、四川、云南等地，一般栖息于一般栖于海拔3000-4000m 以上的高山、生活于高山针叶林下层和森林灌丛中、冬季多在针阔混交林和丘陵灌丛以及有时也到牧场。该物种的模式产地在尼泊尔。

## 亚种
- 白翅拟蜡嘴雀指名亚种（学名：Mycerobas carnipes carnipes）。分布于俄罗斯、伊朗、尼泊尔、印度以及中国大陆的宁夏、甘肃、青海、新疆、陕西、四川、云南、西藏等地。该物种的模式产地在尼泊尔。[3]